# Grand Prix San Marino 1985
Grand Prix San Marino 1985 (oryg. Gran Premio di San Marino) – trzecia runda Mistrzostw Świata Formuły 1 w sezonie 1985, która odbyła się 5 maja 1985, po raz piąty na torze Imola.
5. Grand Prix San Marino, piąte zaliczane do Mistrzostw Świata Formuły 1.

## Klasyfikacja
| Legenda oznaczeń w tabelach wyników Wyświetl szablon na nowej stronie | Legenda oznaczeń w tabelach wyników Wyświetl szablon na nowej stronie                                                                     |
| Oznaczenie                                                            | Wyjaśnienie |
| --------------------------------------------------------------------- | --- |
| Złoty                                                                 | Zwycięzca lub mistrzostwo |
| Srebrny                                                               | 2. miejsce lub wicemistrzostwo |
| Brązowy                                                               | 3. miejsce lub II wicemistrzostwo |
| Zielony                                                               | Ukończył, punktował (w klasyfikacji generalnej, gdy zdobył co najmniej jeden punkt na przestrzeni sezonu, poza trzema powyższymi opcjami) |
| Niebieski                                                             | Ukończył, nie punktował (w klasyfikacji generalnej, gdy nie zdobył co najmniej jednego punktu na przestrzeni sezonu)                      |
| Czerwony                                                              | Nie zakwalifikował się (NZ) |
| Czerwony                                                              | Nie prekwalifikował się (NPK) |
| Różowy                                                                | Nie ukończył (NU) |
| Różowy                                                                | Niesklasyfikowany (NS) (w klasyfikacji generalnej, gdy nie został sklasyfikowany w żadnym wyścigu sezonu)                                 |
| Czarny                                                                | Zdyskwalifikowany (DK) |
| Czarny                                                                | Wykluczony (WYK/EX) |
| Biały                                                                 | Nie wystartował (NW) |
| Biały                                                                 | Kontuzjowany (K/INJ) |
| Biały                                                                 | Wyścig odwołany (OD/C) |
| Bez koloru                                                            | Został wycofany (WYC/WD) |
| Bez koloru                                                            | Nie przybył (NP/DNA) |
| Bez koloru                                                            | Nie brał udziału w treningach (NT/DNP) |
| Bez koloru                                                            | Nie został zgłoszony (–) |
| Pogrubienie                                                           | Start z pole position |
| Kursywa                                                               | Najszybsze okrążenie wyścigu |
| †                                                                     | Nie ukończył, ale jego rezultat został zaliczony ze względu na przejechanie więcej niż 90% dystansu wyścigu.                              |
| *                                                                     | Sezon w trakcie |
| 1/2/3                                                                 | Punktowana pozycja w sprincie kwalifikacyjnym                                                                                             |
| Lista systemów punktacji Formuły 1                                    | |

| Poz  | Nr | Kierowca           | Konstruktor            | Okrążenia | Czas/powód NU     | Poz. startowa | Punkty |
| ---- | -- | ------------------ | ---------------------- | --------- | ----------------- | ------------- | ------ |
| 1    | 11 | Elio de Angelis    | Lotus-Renault          | 60        | 1:34:35.955       | 3             | 9      |
| 2    | 18 | Thierry Boutsen    | Arrows-BMW             | 59        | + 1 okrążenie     | 5             | 6      |
| 3    | 15 | Patrick Tambay     | Renault                | 59        | + 1 okrążenie     | 11            | 4      |
| 4    | 1  | Niki Lauda         | McLaren-TAG            | 59        | + 1 okrążenie     | 8             | 3      |
| 5    | 5  | Nigel Mansell      | Williams-Honda         | 58        | + 2 okrążenia     | 7             | 2      |
| 6    | 28 | Stefan Johansson   | Ferrari                | 57        | Brak paliwa       | 15            | 1      |
| 7    | 12 | Ayrton Senna       | Lotus-Renault          | 57        | Brak paliwa       | 1             |        |
| 8    | 7  | Nelson Piquet      | Brabham-BMW            | 57        | Brak paliwa       | 9             |        |
| 9    | 3  | Martin Brundle     | Tyrrell-Ford           | 56        | Brak paliwa       | 25            |        |
| 10   | 16 | Derek Warwick      | Renault                | 56        | Brak paliwa       | 14            |        |
| DSQ  | 2  | Alain Prost        | McLaren-TAG            | 60        | Zdyskwalifikowany | 6             |        |
| NU   | 23 | Eddie Cheever      | Alfa Romeo             | 50        | Silnik            | 12            |        |
| n.k. | 24 | Piercarlo Ghinzani | Osella-Alfa Romeo      | 46        | Nie klasyfikowany | 22            |        |
| NU   | 27 | Michele Alboreto   | Ferrari                | 29        | Elektronika       | 4             |        |
| NU   | 9  | Manfred Winkelhock | RAM-Hart               | 27        | Silnik            | 23            |        |
| NU   | 10 | Philippe Alliot    | RAM-Hart               | 24        | Silnik            | 21            |        |
| NU   | 6  | Keke Rosberg       | Williams-Honda         | 23        | Hamulce           | 2             |        |
| NU   | 26 | Jacques Laffite    | Ligier-Renault         | 22        | Turbosprężarka    | 16            |        |
| NU   | 29 | Pierluigi Martini  | Minardi-Motori Moderni | 14        | Turbosprężarka    | 19            |        |
| NU   | 25 | Andrea de Cesaris  | Ligier-Renault         | 11        | Wypadł z toru     | 13            |        |
| NU   | 21 | Mauro Baldi        | Spirit-Hart            | 9         | Elektronika       | 26            |        |
| NU   | 8  | François Hesnault  | Brabham-BMW            | 5         | Silnik            | 20            |        |
| NU   | 4  | Stefan Bellof      | Tyrrell-Ford           | 5         | Silnik            | 24            |        |
| NU   | 17 | Gerhard Berger     | Arrows-BMW             | 4         | Silnik            | 18            |        |
| NU   | 22 | Riccardo Patrese   | Alfa Romeo             | 4         | Silnik            | 18            |        |
| NU   | 30 | Jonathan Palmer    | Zakspeed               | 0         | Nie wystartował   | 17            |        |